# Northrop YB-35
Die Northrop YB-35 (Northrop NS-9) war ein US-amerikanischer schwerer Bomber in Nurflügel-Bauweise. Das Experimentalflugzeug wurde während und kurz nach dem Zweiten Weltkrieg für die damalige United States Army Air Forces (heute United States Air Force) entwickelt. Das Höhenleitwerk ist bei dieser Bauweise in die Tragfläche integriert. Obwohl nur Prototypen und Vorserienmaschinen gebaut wurden, blieb das Interesse an Nurflüglern stark und es wurde noch vor dem Erstflug beschlossen, drei der Flugzeuge zu Strahlflugzeugen Northrop YB-49 umzubauen; eine spätere Bestellung von RB-49-Aufklärungsflugzeugen wurde wegen technischer Bedenken jedoch storniert. Erst Jahrzehnte später verwirklichte die Northrop Corporation mit der Northrop B-2 die Nurflüglertechnologie im Serienbau.

## Entwicklung

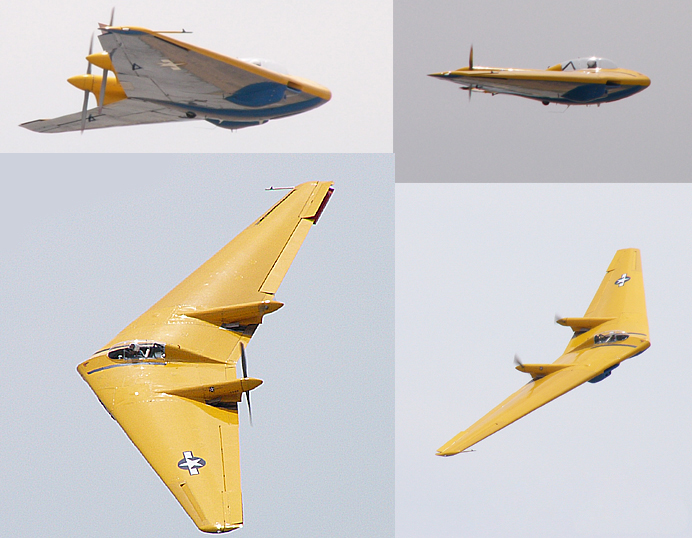
Das letzte erhaltene und gleichzeitig flugtaugliche Flugzeug des Programmes war die N-9M, die 1942 erstmals flog und im April 2019 abstürzte

Die B-35 war das persönliche Lieblingsprojekt von Jack Northrop. Northrop konzentrierte seine Arbeit bereits in den 1930er-Jahren auf Nurflügler, da sie theoretisch bei geringerem Strömungswiderstand mehr Auftrieb versprachen. Für die B-35 bedeutete dies, dass sie mehr Nutzlast weiter, schneller und günstiger tragen können würde als ein konventioneller Bomber.
Am 11. April 1941 startete das United States Army Air Corps eine Ausschreibung für einen Bomber mit 4,5 Tonnen Bombennutzlast und einer Reichweite von 16.090 Kilometern, bei einer Maximalgeschwindigkeit von 833 km/h bzw. Reisegeschwindigkeit von 500 km/h. Die Dienstgipfelhöhe sollte etwa 14 Kilometer (45.000 ft) betragen. Dieses Flugzeug sollte, falls Großbritannien vor Deutschland kapitulieren müsste, in der Lage sein, weiterhin Ziele in Europa zu bombardieren. Anfänglich fand der Wettbewerb zwischen Boeing und Consolidated Vultee Aircraft Corporation statt, kurze Zeit nach dem Start der Ausschreibung wurde auch Northrop mit einbezogen und ein Entwurf angefordert. Aus dem Wettbewerb ging die Convair B-36 hervor.
Zur Verifizierung der Flugeigenschaften wurde ein Modell im Maßstab 1:3 gebaut (Northrop N-9M). Mit diesem Modell wurden die ersten Daten gesammelt, worauf die Entwicklung der XB-35 begann.

## Varianten

### XB-35
Am 22. November 1941 unterschrieb das Army Air Corps den Entwicklungsvertrag für eine XB-35. In dem Vertrag gab es eine Möglichkeit für ein zweites Flugzeug, die am 2. Januar 1942 in Betracht gezogen wurde. Die erste XB-35 sollte im November 1943 ausgeliefert werden, die zweite im April 1944.
Die Montage begann Anfang 1942. Die Pilotenkabine wurde in die Tragfläche integriert, aus der Flächenhinterkante ragte eine weitere kegelförmige Kabine. Im Serienmodell sollte dort eine Kamera installiert werden, die den Schützen der Bord-MGs die Sicht in den Bereich hinter dem Flugzeug ermöglichen sollte. Im hinteren Teil der Kabine gab es Schlafmöglichkeiten für die Besatzung bei Einsätzen über große Distanzen.
Eine zusätzliche Verzögerung des Programmes ergab sich aus der Weisung, auch eine Variante mit Strahlantrieb zu bauen und ganz generell aufgrund einer Rückstufung auf ein bloßes Forschungsprogramm, als sich abzeichnete, dass der Krieg vor der Einsatzfähigkeit zu Ende sein würde. Im Juni 1946 hob die XB-35 das erste Mal ab, sie flog in 45 Minuten von der Northrop Fabrik in Hawthorne (Kalifornien) nach Dry Lake. Die Schwierigkeiten mit dem Getriebe der gegenläufigen Propeller während dieses Flugs waren die ersten Vorboten für die Probleme, die noch kommen würden. Beide XB-35 wurden nach nur wenigen Flügen stillgelegt. Trotzdem wurde das YB-35-Programm wie geplant fortgesetzt.

### YB-35
Am 30. September 1943 bestellte die Army Air Force 13 Vorserienmodelle. Als das erste dieser Flugzeuge am 15. Mai 1948 abhob, war bereits offensichtlich, dass die B-35 mit ihrem Propellerantrieb gegenüber den neuen strahlgetriebenen Flugzeugen veraltet war. Die zu dieser Zeit gegründete eigenständige US-Luftwaffe (US Air Force) wollte das teure Programm jedoch nicht stoppen, ohne dass es Nutzen gebracht hätte. Darum gab es Gedankenspiele, die B-35 als Aufklärungsflugzeug oder Tankflugzeug einzusetzen. Die instabile Fluglage verhinderte jedoch diese Nutzungsmöglichkeiten.
Nur die erste YB-35 flog am 15. Mai 1948, die Tests dauerten dann auch nur wenige Monate. Im August 1949 wurden die ersten beiden Flugzeuge verschrottet. Zwei waren mit Strahltriebwerken ausgestattet und in Northrop YB-49 umbenannt worden. Weitere vier der Vorserienmodelle wurden als Ersatzteillager ausgeschlachtet, diese erhielten den Namen YB-35B. Die letzten fünf der YB-35 wurden mit Verbesserungen ausgebaut, genannt YB-35A. Von diesen wurde wiederum eine mit sechs Strahltriebwerken ausgestattete Maschine in YRB-49A umbenannt. Eine andere, die spätere EB-35B, diente als Testplattform für die Turboprop-Triebwerke vom Typ XT-37 Turbodyne. Das Flugzeug wurde im März 1950 verschrottet. Die anderen drei YB-35A wurden später ebenfalls zum Ersatzteillager mit der Musterbezeichnung YB-35B.
Die USAF übernahm folgende Flugzeuge: 1 XB-35 1948, 1 XB-35 im I. Quartal 1949, 1 YB-35 1948 und 5 YB-35 und 5 Y-B-35A im I. Quartal 1949, zusammen also 13 Flugzeuge. Von den bestellten 13 YB-35 wurden zwei direkt als YB-49 geliefert: Eine im Juni 1948 und eine im I. Quartal 1949.

## Rückschläge
Die Air Force hatte ursprünglich 200 Modelle der B-35 geordert. Da aber Northrops Fabriken nicht die benötigte Kapazität dafür hatten, stimmte die Glenn L. Martin Company zu, die Produktion zu übernehmen, der Auslieferungstermin wurde jedoch wegen Mitarbeitermangels während der Kriegszeit von 1944 auf 1947 verschoben. Da die Verschiebung ein Eingreifen in den Krieg unwahrscheinlich werden ließ und die Konkurrenz bereits an Jet-Bombern arbeitete, wurde das Programm als Testprogramm weitergeführt.
Die Rückschläge begannen bereits bei den Tests mit dem Modell, der N-9M. Diese legten nahe, dass die geforderte Reichweite von 16.093 Kilometern wahrscheinlich um etwa 2600 Kilometer unterschritten werden würde, auch die Geschwindigkeit schien ungenügend. Hinzu kamen miserable Flugeigenschaften. Die gegenläufigen Propeller der XB-35 verursachten zusätzliche häufige Getriebefehlfunktionen.
Nach nur 19 Flügen wurde deshalb die erste XB-35 stillgelegt, die zweite Maschine nach acht Flügen. Zu dieser Zeit wurden die gegenläufigen Propeller gegen konventionelle ausgetauscht, die aber Vibrationen verursachten und die Leistung des Flugzeuges weiter verringerten. Außerdem bereitete das komplizierte Abgassystem Kopfzerbrechen, da es schwierig zu warten war. Nach nur zwei Jahren wurde an den Triebwerken Materialermüdung festgestellt.
Letztendlich scheiterte das Programm an seinen endlosen technischen Schwierigkeiten, der Überalterung der Propellertriebwerke und der instabilen Fluglage, welche die Eignung als Bomber schmälerte. Trotz dieser offensichtlichen Mängel gab es zahlreiche Verschwörungstheorien um den Abbruch des Programms. Diese erscheinen angesichts der Mängel des Flugzeugs jedoch unwahrscheinlich, war die B-35 doch als Plattform für Atombomben untauglich. Außerdem erhielt Northrop zu dieser Zeit den Auftrag, die F-89 Scorpion zu bauen.

## Technische Daten

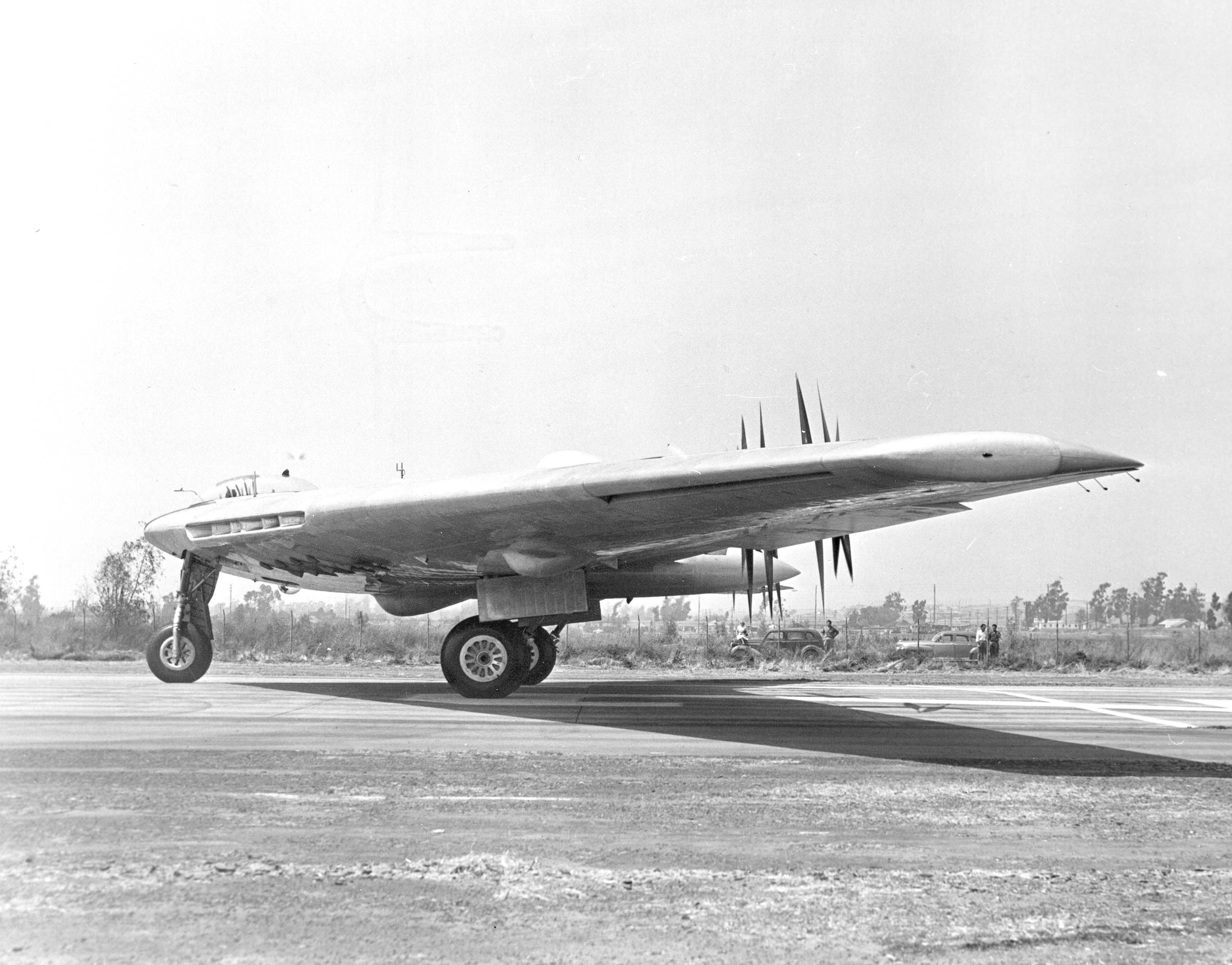
XB-35 – der Nurflügler ging nie in Serie

| Kenngröße              | Daten                                                                           |
| ---------------------- | ------------------------------------------------------------------------------- |
| Besatzung              | 9 (Pilot, Copilot, Bombenschütze, Navigator, Mechaniker, Funker, drei Schützen) |
| Länge                  | 16,2 m                                                                          |
| Spannweite             | 52,2 m                                                                          |
| Höhe                   | 6,2 m                                                                           |
| Flügelfläche           | 370 m²                                                                          |
| Flügelstreckung        | 7,4                                                                             |
| Flügeldicke            | 2,9 m                                                                           |
| Leermasse              | 54.432 kg                                                                       |
| beladen                | 82.000 kg                                                                       |
| max. Startmasse        | 95.000 kg                                                                       |
| Höchstgeschwindigkeit  | 629 km/h                                                                        |
| Steigrate              | 190 m/min                                                                       |
| Dienstgipfelhöhe       | 12.100 m                                                                        |
| Reichweite             | 13.100 km                                                                       |
| Triebwerk              | 2 × Pratt & Whitney R-4360-17 und 2 × R-4360-21, je 2240 kW (3000 PS)           |
| Verhältnis Schub/Masse | ?                                                                               |
| Bewaffnung             | - 20 MGs .50 M2 (12,7 mm) - bis zu 23.213 kg Bomben                             |